# 海外投融資情報財団
一般財団法人海外投融資情報財団（いっぱんざいだんほうじん かいがいとうゆうしじょうほうざいだん、英: Japan Institute for Overseas Investment、略称: JOI）は、日本企業の海外事業展開を支援するための情報提供およびネットワーク促進を目的とする一般財団法人である。

## 概要
1991年12月16日に大蔵大臣の認可を受けて設立され、2010年11月1日に一般財団法人へ移行した。本部は東京都千代田区に所在する。

## 目的
海外直接投資や国際プロジェクトに関する情報を収集・分析し、日本企業や関連機関に提供することを通じて、国際経済活動の発展に寄与することを目的としている。

## 主な活動
- 海外投融資や国際事業展開に関する調査研究
- セミナー・講演会・研修の開催
- 機関誌『海外投融資』や調査レポートの発行
- 会員間および国内外関係機関とのネットワーク構築支援[1]

## 会員制度
会員は、主要メーカー・商社・金融機関などによる「出捐会員」、法律・会計事務所等の「賛助会員」、駐日大使館や投資誘致機関などの「特別会員」で構成される。